# Apollinarisme
Het apollinarisme is een christologische opvatting uit de 4e eeuw, genoemd naar Appolinarius, bisschop van Laodicea. Het apollinarisme meende dat de Logos eerst verlossend kan werken, wanneer de Logos met de menselijke natuur van Christus in een enige natuur is samengevoegd. In dit denkbeeld werd uitgegaan van een trichotomische antropologie (zoals bij Plato), waarin de mens bestaat uit lichaam, ziel en geest; de geest (Grieks: "nous") duidt het verstandelijk vermogen aan. Het apollinarisme beweerde dat de plaats van de geest van Jezus werd ingenomen door de goddelijke Logos.
Het apollinarisme betekende feitelijk een reductie van de menselijke natuur van Christus, omdat de nous er als het ware uitgenomen werd en vervangen door de Logos. De tegenstanders van Appolinarius zagen bovendien het gevaar van een uiteenvallen van Christus in twee verschillende personen. Op de Synode van Alexandrië in 362 werd het apollinarisme zonder het expliciet te noemen veroordeeld: "De Heer heeft geen lichaam zonder ziel, zonder zintuigen of zonder verstand gehad, want het is onmogelijk dat het lichaam van de Heer, toen hij voor ons mensgeworden was, zonder verstand ("nous") geweest zou zijn." Op het Concilie van Constantinopel I in 381 werd de leer opnieuw veroordeeld. Een aantal apollinaristische gedachten werden overgenomen door het monofysitisme.